# 1001
1001是1000与1002之间的自然数。

## 数学意义
- 合數，正因數有1、7、11、13、77、91、143和1001。
質因數分解為{\displaystyle 7\times 11\times 13}。
- 虧數，真因數和為343，虧度為658。
- 無平方數因數的數。
- 楔形數。
- 十进制的奢侈數。

1001是楔形数（7 x 11 x 13），五角数，五胞体数和第一个四位数的回文数。

## 其他意义
在英文中，1001表示许多，即比1000（已经很多了）还要多。
在阿拉伯文化中，1001表示一种特别的方式，如：
- 一千零一夜（阿拉伯文：ألف ليلة و ليلة），意思为一千夜和一夜；
- 1001感谢（阿拉伯文：ألف شكرا و شكرا），意思为一千个感谢和一个感谢。